# Ана Роса Торнеро
Ана Роса Торнеро (ісп. Ana Rosa Tornero; 1907, Болівія — 27 лютого 1984, Альбукерке, Нью-Мексико, США) — болівійська письменниця, журналістка, педагогиня, феміністична активістка та соціальна реформаторка. Вона видала перший феміністський журнал у Болівії та була однією з засновниць першої феміністичної організації в країні.

## Біографія
Починаючи з 1920-х років викладала філософію та літературу в державних школах у Кочабамби та Ла-Пасі, а потім і керувала ними. Одночасно була редактором газети «El Norte». Пізніше працювала редакторкою «El Diario de La Paz». Їй також належить заслуга публікації першого феміністського журналу в Ла-Пасі, «Ideal Femenino» (у серпні 1922 року). На початку 1920-х років вийшла заміж за педагога Роберто Більбао ла В'єху і народила сина, якого також назвали Роберто.
1923 року Марія Санчес Бустаманте організувала першу феміністську групу в Болівії («El Ateneo Femenino») з метою досягнення громадянської та політичної рівності. До неї входили художниці, журналістки, педагогині та письменниці, зокрема Летісія Антесана де Альберті, Ельвіра Бенгурія, Фіделія Корраль де Санчес, Марина Ліхерон, Хулія Рейєс Ортіс де Каньєдо, Ема Аліна Палфрей, Емма Перес де Карвахаль, Марія Хосе ла В'єха, Ана Роса Васкес й Етельвіна Вільянуева і Саведра. Вони організували власний журнал «Eco Femenino», редактором якого від початку стала Торнеро. У ньому друкувалися літературні матеріали та статті про фемінізм.
У 1920-х роках група інтелектуалів (спочатку зібралися в Сантьяго-дель-Естеро, Аргентина) сформувала групу La Brasa для вивчення концепції американізму. Торнеро була членкою Американського народно-революційного альянсу, що переслідував аналогічні цілі і зосередився на земельній реформі, права корінних народів і збереження культурної спадщини. Члени La Brasa запросили Торнеро для участі в кількох поетичних читаннях 1928 року в Сантьяго-дель-Естеро та Ла-Банді. 1929 року El Ateneo Femenino організувала Перший жіночий конгрес, що проходив у Ла-Пасі; Торнеро була однією з головних його постатей. Документ, прийнятий наприкінці зустрічі, був присвячений громадянському, економічному та політичному звільненню, хоча вимоги висував досить скромні (право жінок розпоряджатися власністю, видача їм посвідчень особи, рівне становище батьків, і виборче право, щоправда, лише для грамотних жінок).
На початку 1930-х років відіграла значну роль під час Чакської війни у зборі пожертв через Radio Illimani, а також служила волонтером у Болівійському Червоному Хресті. У цей час почала зніматись у кіно, але це був нетривалий досвід. Торнеро з'явилася у фільмі режисера Хосе Марії Веласко Майдани «Вара Вара» (1930) з Луїсом Пісарросо Куенкою. Після того як зняли сцену з поцілунком, Торнеро відмовилася продовжувати знімання. Побоюючись, що фільм завдасть непоправної шкоди її репутації, вона відмежувалась від картини та засудила її, змусивши режисера знайти новий склад. Пізніше фільм випустили з Хуанітою Тайлансьє в головній ролі.
1947 року відвідала Перший міжамериканський конгрес жінок (Primer Congreso Interamericano de Mujeres) у місті Гватемала. Конференція надала жінкам платформу для виступу з міжнародних питань, зокрема мир, політичну рівність та людський добробут. Торнеро очолювала третій комітет конференції, який зосередився на правах людини, включно з економічною безпекою, освітою, охороною здоров'я та свободою слова.
Померла 27 лютого 1984 року в Альбукерке, штат Нью-Мексико.